# Супійська осушувальна система
Супі́йська осу́шувальна систе́ма — гідромеліоративна система для осушення заболочених земель у середині та нижній частинах заплави річки Супій, на території Придніпровської низовини. 
Перші осушувальні роботи проведено у 1913—1914 роках, згодом у 1926—1930 і 1960—1962 роках. Загальна площа земель становить 14 200 га.